# 정조묘
정조묘(鄭早苗, 1944년 5월~2010년 2월 4일)는 대한민국의 역사가이다.
재일 한국인 2세이며, 주 분야는 한국고대사, 한일관계사이다.

## 생애
일본인 아버지와 재일 교포인 한국인 어머니 사이에서 태어났다. 만 19세 때 국적을 선택해야 할 때 어머니의 나라를 선택해 대한민국 국적자로 살기로 결정했다. 일본에서 재일교포가 가지는 어려움을 알고도 일본에서 한국인으로 살고자 결정했다고 생전에 말했다고 알려졌다.
1969년 고베 대학 문학부를 졸업 후, 1973년 오사카시립대학 대학원 문학연구과 석사과정 수료. 오사카 부 재일 외국인 유식자 회의 위원(大阪府在日外国人有識者会議委員), 교토 여성 협회 이사, 도요나카 국제 교류 협회 이사, 아시아 태평양 인권 정보 센터 평의원, NPO 법인 재일 교포 고령자 지원 센터 센보람(サンボラム) 이사장, 사단법인 오사카 국제이해교육 연구센터 이사장 등을 역임했다.
2000년 부산대학교 민족문화연구소의 초빙 교수로 와서 한국사 분야 교수들과 교류하며 연구의 토대를 다졌다.
한국과 일본 간의 근대사 연구에 평생을 바친 재일교포 사학자로 일본의 다양한 사회문제와 재일교포 문제 해결을 위해 몸 돌볼 시간도 없이 몰두했던 정 교수는 어릴 때부터 재일 한국인이라는 이유로 차별받으며 여러 고생을 해온 교포 사회의 살아있는 증인이었다.
65년간 그 여린 몸으로, 차디찬 패전 직후의 일본 사회에서 차별과 싸우며 자신을 잊고 버텨온 그의 삶이 있었기에 재일교포의 권리 향상도, 한일 관계의 기반 구축도 가능했음을 한국 정부와 사회, 많은 교포들도 잊지 않길 간절히 바라고 있다.
이노우에 히데오 교수에게 사사를 받음. (이노우에 히데오(2004) 『고대 조선』 고단샤 학술 문고 해설을 보라)
2010년 2월 4일 폐암으로 사망했다.
슬하의 자식으로는 아들 구라시게 다이스케(藏重大輔), 딸 우희가 있다.

## 저서

### 단독 저서
- 『한국의 역사와 안동권씨』(신간사, 2005년)

### 공저
- (이노우에 히데오) 『한국· 조선을 알기 위한 55장”( 아카시 서점, 1992년)
- (이노우에 마사이치, 고케이이치 ) 『모두 사는 사회-재일 코리안의 인권을 생각한다”( 오사카 국제 이해 교육 연구 센터, 2006년)
- (이성시, 강덕상, 강재히코, 박일, 다카하시 테츠야, 미즈노 나오키, 니시노 루미코 ,俵義文), 「마음 있는 일본 분들에게 중학교 『역사 교과서』의 채택에 즈음해, 지금 알고 싶은 것- 함께 생각합시다, 아이들의 미래를 위해서」재일본 대한민국 문교부  보관됨 2014-12-14 - 웨이백 머신

### 공편 저서
- (강덕상, 중산 키요 타카 ,金両基감수) 『도설 한국의 역사』 (河出書房新社, 1989 년 / 신장 개정 2 판 [올빼미의 책], 2002년)
- (다키구치 나오코 ) 『「자기」의 흔들림과 돌연변이―「왜곡된 관계」로부터 물어본다』( 아카데미아 출판회, 2004.9)

### 번역
- 한국독서신문편 『한국사의 재검토』(학생사, 1974년)
- 金貞培 『한국 민족 문화의 기원』 （学生社、1978年） （藤口健二、東湖、武末純一 공저)
- 김철사 “한국 고대사 연구”(학생사, 1981년)( 이케가와 히데카츠, 카메이 테루이치로 공역 (학생 사, 1981년)  (武末준이치 , 亀井輝一郎 공역)
- 국사 편찬 위원회 『한국-그 사람들의 역사』 ( 제국 서원 〈전역 세계의 역사 교과서 시리즈〉, 1983년) (이노우에 히데오 공역)
- 김부아, 봉선철 『 삼국사기 』( 평범사 〈동양문고 492〉, 〈4 열전 제1-10〉 1988년/와이드판, 2006년) (이노우에 히데오와의 공역과 주석)

### 감수
- (야마모토 후유히코, 서정우 / KMJ연구센터 편) 『신보다 좋은 이웃으로서-재일한국·조선인의 인권을 생각한다』 (KMJ연구센터, 1993년)
- (이노우에 마사이치, 김 아츠코 편) 『확실히 알 수 있다―재일 한국·조선인 문제 입문』(KMJ 연구 센터, 1997년/증보판, 오사카 국제 이해 교육 연구 센터, 1998년)